# Temple protestant (Lézan)

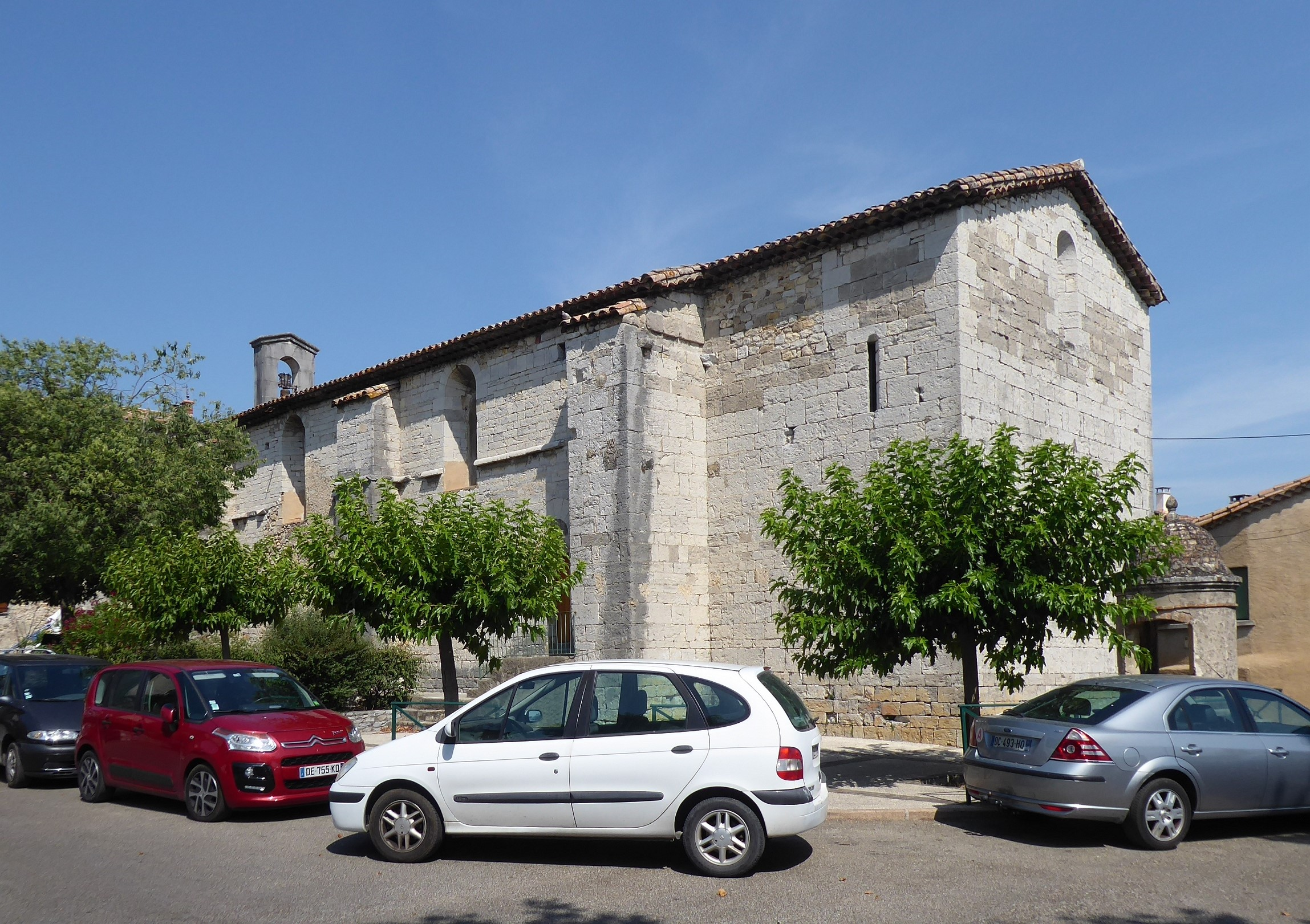
Temple protestant, Lézan

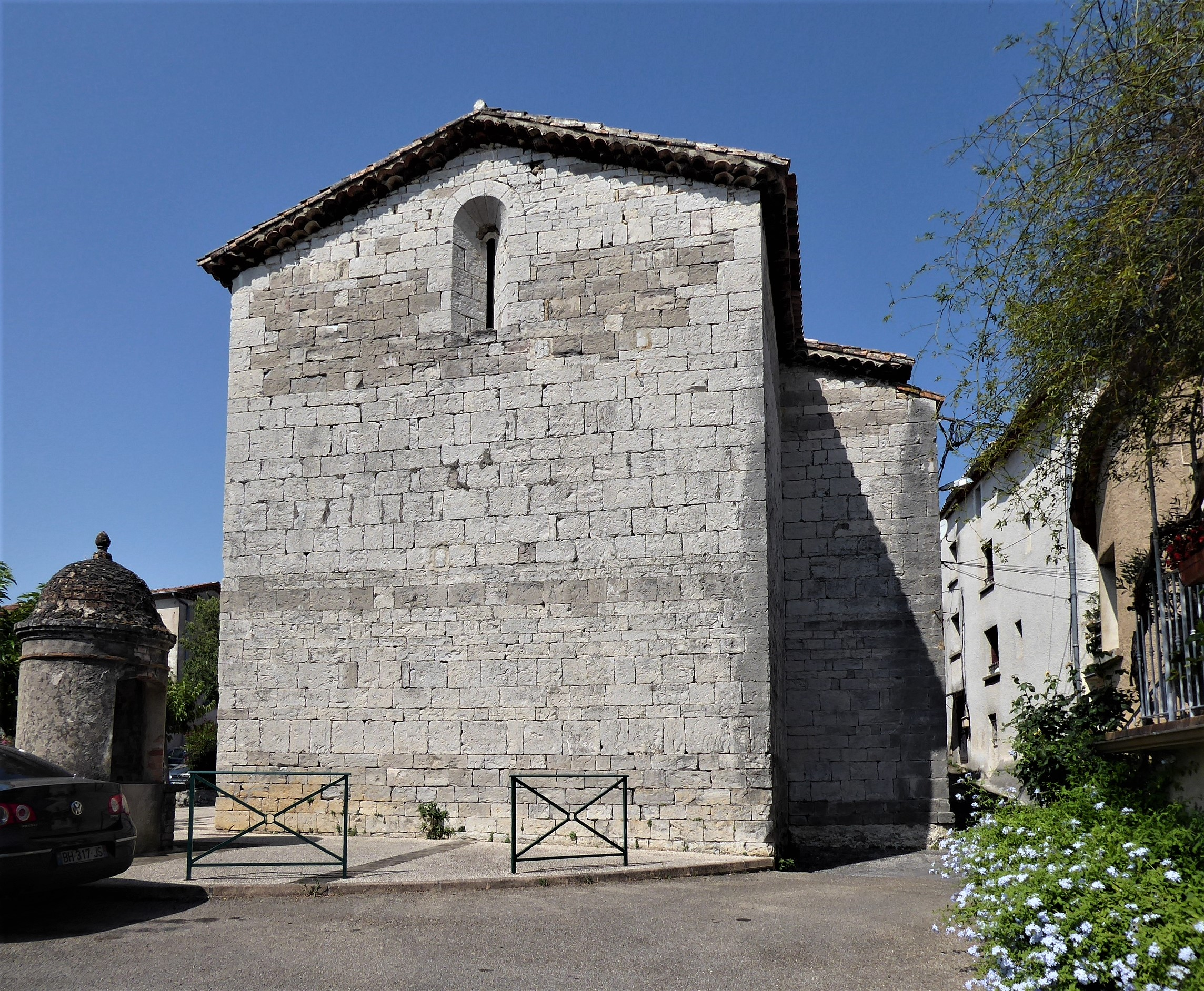
Blick zur Apsis

Der Temple protestant (deutsch: Evangelische Kirche) ist ein Kirchengebäude der Vereinigten Protestantischen Kirche Frankreichs in  Lézan im  Département Gard (Region Okzitanien). 

## Geschichte
Der heutige Temple protestant wurde im ausgehenden 10. bzw. beginnenden 11. Jahrhundert errichtet und war ursprünglich dem heiligen Simon Petrus geweiht. 1273 gelangte das Gotteshaus in den Besitz der Zisterzienserabtei Franquevaux und erhielt vermutlich in dieser Zeit seine im Kern erhaltene Baugestalt, die mit ihrer strengen, ungegliederten und kaum durchfensterten Baugestalt typisch für die Romanik der  Region ist und an eine Wehrkirche erinnert.
Im Jahr 1547 nahm die Mehrheit der Bevölkerung die Reformation an. 1562 wurde das Gebäude teilweise durch die Kamisarden zerstört und 1686/87 durch die Katholiken wiederhergerichtet, die die Kirche nach der Aufhebung des Ediktes von Nantes wieder zugesprochen bekommen hatten. 1702 und 1703 wurde die Kirche wiederholt durch die Kamisarden während des Cevennenkrieges in Brand gesteckt ohne größeren Schaden anzurichten. 1713 erfolgte die Wiederherstellung. Auch nach dem Ende der Kamisardenkriege blieb der Anteil der Reformierten an der Gesamtbevölkerung in der Region hoch. Seit dem Jahr 1795 wurde die Kirche wieder für den evangelischen Gottesdienst genutzt und die Kirche schließlich 1803 endgültig Eigentum der Protestanten. 1893 wurde die Apsis vermauert und der Innenraum den Ansprüchen des reformierten Gottesdienstes entsprechend hergerichtet. Vermutlich wurden die Langhausfenster vergrößert. 1970 wurde die Wand zum Chorraum wieder geöffnet.